# Berkholz (Boitzenburger Land)
Berkholz ist ein Ortsteil der Gemeinde Boitzenburger Land, welche zum Landkreis Uckermark im Land Brandenburg gehört. Das Straßendorf ist erstmals im Jahre 1288 als Berkholte urkundlich erwähnt worden. Bis zum Jahr 2001 gehörte das Dorf Berkholz als eigenständige Gemeinde zum damaligen Amt Boitzenburg.

## Ortsbild

### Lage
Berkholz liegt unmittelbar in der Nachbarschaft des Gemeindezentrums Boitzenburg, welches im Südwesten gelegen ist. Im Südsüdwesten liegen Wichmannsdorf und Lindensee. Südöstlich befindet sich Kröchlendorff. Im Osten befinden sich Gollmitz und Klein-Sperrenwalde, im Norden liegt Naugarten. Nordwestlich befindet sich Krewitz. Die nächstgelegene Stadt ist Prenzlau.
In der ansonsten seenreichen Region befinden sich keine Seen bei Berkholz. Stattdessen sind mehrere Sölle in und um Berkholz gelegen, so der Karpfenpfuhl oder der Postbruch.

### Historischer Ortsteil
Zur ehemaligen Gemeinde Berkholz gehörte lediglich noch der Wohnplatz Neu Zerwelin, welcher heute ebenfalls Teil der Gemeinde Boitzenburger Land ist.

## Bevölkerungsentwicklung
| Jahr      | 1875 | 1890 | 1910 | 1925 | 1933 | 1946 | 1993 | 1994 | 1995 | 1996 | 1997 | 1998 | 1999 | 2000 | 2006 |
| --------- | ---- | ---- | ---- | ---- | ---- | ---- | ---- | ---- | ---- | ---- | ---- | ---- | ---- | ---- | ---- |
| Einwohner | 333  | 332  | 229  | 251  | 233  | 369  | 139  | 143  | 143  | 144  | 148  | 147  | 145  | 159  | 133  |

(Man beachte bei den sprunghaften Veränderungen zeitliche Distanzen, historische Ereignisse und Eingemeindungen.)

## Geschichte
Nach dem Wendenkreuzzug von 1147 gelangte das Gebiet der westlichen Uckermark, so auch Berkholz, unter askanische Herrschaft und wurde damit auch Teil des Heiligen Römischen Reiches und dessen Markgrafschaft Nordmark. Nach dem Wendenfeldzug war es möglich, deutsche Siedler in das Gebiet zu holen, welche daraufhin auch in Berkholz angesiedelt wurden und das Dorf damit begründeten, sofern nicht bereits eine slawische Vorgängersiedlung oder ein slawischer Wohnplatz existierten. Etwa 1157 ging im Wesentlichen aus der Nordmark die Mark Brandenburg hervor, dessen Teil die Region Berkholz fortan war.
1288 wurde das Dorf Berkholz als Berkholte (i.S. von „Birkenholz“) erstmals urkundlich erwähnt. Dies ist jedoch kein Hinweis darauf, wie alt das Dorf zu diesem Zeitpunkt bereits gewesen ist.
1701 erfolgte die Umwandlung der Personalunion Brandenburg-Preußen in das Königreich Preußen. Seitdem und bis zur Auflösung Preußens 1947 sollte Berkholz ein preußisches Dorf sein.
1818 wurde der neue preußische Landkreis Templin eingerichtet, zu welchem Berkholz künftig (bis 1993) gehörte.
Nach dem Zweiten Weltkrieg lag Berkholz in der Sowjetischen Besatzungszone und  von 1949 bis 1990 in der DDR. Wie vor dem Krieg hatte Berkholz auch in der DDR zum Kreis Templin gehört, welcher bis 1952 dem alten Regierungsbezirk Potsdam und nach dessen Auflösung dem Bezirk Neubrandenburg zugeordnet war.
1992 wurde das Amt „Boitzenburg (Uckermark)“ eingerichtet, dem auch Berkholz zugeordnet wurde.
1993 wurde der Landkreis Uckermark geschaffen, welchem der Landkreis Templin, der seit 1818 existierte, einverleibt wurde. Berkholz gehörte nun zum neuen Landkreis.
Die bisher selbständige Gemeinde Berkholz mit dem Wohnplatz Neu Zerwelin wurde am 31. Dezember 2001 der neugeschaffenen Gemeinde Boitzenburger Land zugeschlagen, welcher das Dorf seither angehört. Das seit 1992 existierende Amt Boitzenburg (Uckermark) wurde zeitgleich aufgelöst. Als Teil der neuen Großgemeinde blieb Berkholz somit zum Landkreis Uckermark gehörig.

## Sehenswürdigkeiten
- Die Dorfkirche Berkholz stammt aus der zweiten Hälfte des 13. Jahrhunderts, Turmaufsatz und Vorhalle von 1713, Empore mit Orgel von 1859. Sie steht unter Denkmalschutz. (Siehe Liste der Baudenkmale in Boitzenburger Land)